# Giorgia Moll

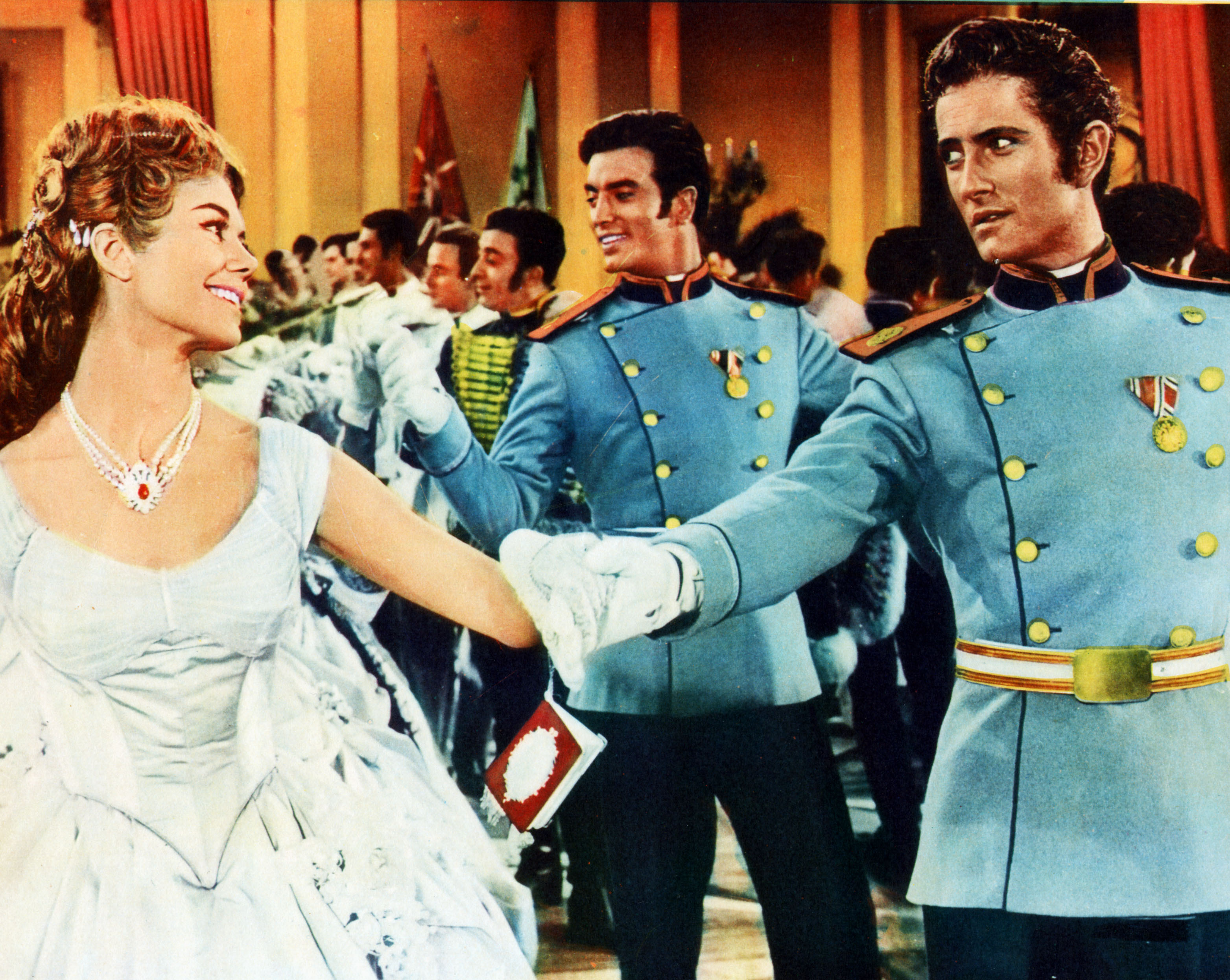
Scenă din filmul Cazacii (1960)

Giorgia Moll , uneori denumită Georgia Moll sau Georgia Mool (n. 14 ianuarie 1938, Prata di Pordenone, Friuli-Veneția Giulia, Italia), este o actriță și cântăreață italiană care a activat în cinematografie și publicitatea de televiziune îndeosebi între anii 1950 și 1960.
Printre cele mai cunoscute filme ale sale se numără Soții în oraș (1957), Americanul liniștit (1958), Neveste periculoase (1958) și Cazacii (1960). 

## Biografie
Moll s-a născut în Provincia Pordenone, dintr-un tată german și o mamă italiană. La o vârstă fragedă, a început o scurtă carieră ca model și în 1955 a câștigat concursul de frumusețe „Miss Cinema”. În anul următor a început cariera în film, fiind activă în principal în comedii și filme de aventură. A fost apreciată în mod critic pentru interpretarea sa dramatică din filmul Rujul (1960), al regizorului Damiano Damiani (1960). Moll s-a retras din actorie la începutul anilor 1970.

## Filmografie selectivă
- 1956 Lo svitato, regia Carlo Lizzani
- 1956 Mio figlio Nerone, regia Steno
- 1957 Soții în oraș (Mariti in città), regia Luigi Comencini
- 1958 Americanul liniștit (The Quiet American), regia Joseph L. Mankiewicz
- 1958 Non scherzare con le donne, regia Giuseppe Bennati
- 1958 Neveste periculoase (Mogli pericolose), regia Luigi Comencini
- 1960 Rujul (Il rossetto), regia Damiano Damiani
- 1960 La regina delle Amazzoni, regia Vittorio Sala
- 1960 Cazacii (I cosacchi), regia Giorgio Rivalta și Viktor Turžanskij
- 1961 Caccia all'uomo, regia Riccardo Freda
- 1961 Răpirea Sabinelor (Il ratto delle Sabine), regia Richard Pottier
- 1961 Hoțul din Bagdad (Il ladro di Bagdad), regia Bruno Vailati și Arthur Lubin
- 1961 Laura nuda, regia Nicolò Ferrari
- 1963 Disprețul (Il disprezzo), regia Jean-Luc Godard
- 1964 Il treno del sabato, regia Vittorio Sala
- 1966 L'arcidiavolo, regia Ettore Scola
- 1966 Neînțelesul (Incompreso), regia Luigi Comencini
- 1968 Italian Secret Service, regia Luigi Comencini
- 1969 Il ladro di crimini, regia Nadine Marquand Trintignant
- 1984 În aceeași oală (Tutti dentro), regia Alberto Sordi